# Моріц Саксен-Альтенбурзький
Моріц Саксен-Альтенбурзький (нім. Moritz von Sachsen-Altenburg), повне ім'я Моріц Франц Фрідріх Константін Александр Генріх Август Карл Альбрехт (нім. Moritz Franz Friedrich Constantin Alexander Heinrich August Carl Albrecht von Sachsen-Altenburg, 24 жовтня 1829 — 13 травня 1907) — принц Саксен-Альтенбурзький з Ернестинської лінії Веттінів, молодший син герцога Саксен-Альтенбургу Георга та принцеси Мекленбург-Шверінської Марії Луїзи. Територіальний делегат від Саксен-Альтенбургу з добровільного догляду у 1887—1904 роках, президент Товариства натуралістів. Почесний доктор філософії університету Єни. Генерал кінноти прусської армії (від 22 березня 1895). Кавалер численних орденів.

## Біографія
Народився 24 жовтня 1829 року в Айзенбергу, куди його батьки переїхали в тому ж році з Хільдбурґхаузену. Був третьою дитиною та третім сином в родині принца Саксен-Альтенбургу Георга та його дружини Марії Луїзи Мекленбург-Шверінської. Мав старших братів Ернста та Альбрехта. Мешкало сімейство у замку Крістіансбург у Айзенбергу. Клімат в родині був сприятливим, батько дуже любив дружину та синів.
У 1834 році Георг став спадкоємним принцом Саксен-Альтенбургу, а у листопаді 1848 року — правлячим герцогом після зречення старшого брата.

Моріц до 11 років здобував освіту вдома, а у 1840 році прибув до університету Єни. У 1845—1846 роках відвідував інститут Блохмана в Дрездені. Полюбляв природу та природничі науки, успадкувавши цю схильність від батьків. Так, його матір була ученицею натураліста Готтхільфа Генріха фон Шуберта.

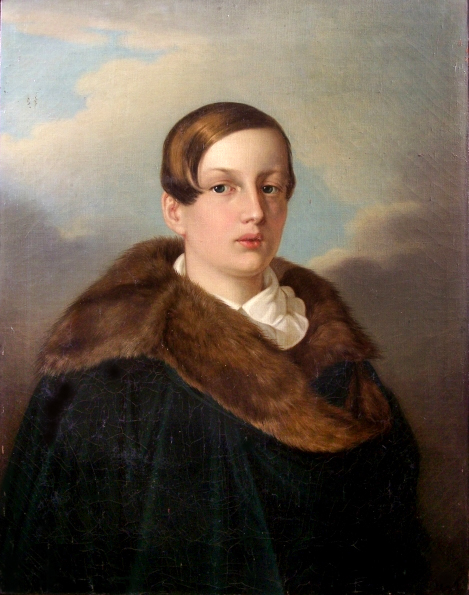
Портрет принца Моріца пензля Людвіга Дьолля, 1842

У 1847 році принц став до лав армії у складі альтенбурзького контингенту, наступного року перейшов до баварського війська у королівський полк гарнізону Аугсбурга. Залишив баварську армію наприкінці 1850. 26 квітня 1851 року вступив на службу до прусської армії та був прийнятий другим лейтенантом до гвардійського гусарського полку в Потсдамі. У 1853 році помер його батько, передавши правління старшому сину Ернсту. Моріц продовжував залишатися на службі, ставши у лютому 1854 року першим лейтенантом, а у вересні 1855 році отримавши чин ротмістра. У 1857 році вийшов у відставку.
Ще у серпні 1856 року почав шестимісячну подорож Європою для поглиблення освіти. Мандрував Придунайськими країнами, півднем Російської імперії, Чорним морем, Константинополем, Малою Азією та Грецією.
Залишивши військо, продовжив своє навчання у Боннському інверситеті, де провів чотири семестри. Й надалі цікавивився природничими науками, очолив Товариство натуралістів. Часто бував при дворі короля Пруссії Фрідріха Вільгельма IV. У серпні 1859 року отримав чин майора.

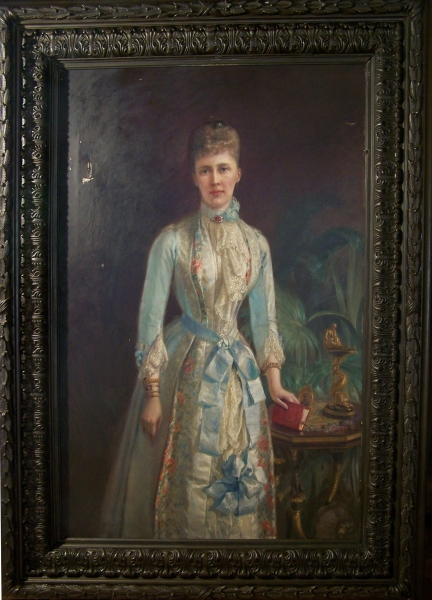
Портрет принцеси Августи невідомого майстра, 1887

У віці 32 років принц вирішив одружитися із 19-річною принцесою з Майнінгена, Августою, єдиною донькою правлячого герцога Бернхарда II. Весілля відбулося 15 жовтня 1862 у Майнінгені. Шлюб змальовували як дуже гармоній, заснований на інтелектуальній спільності. Пара оселилася у палаці Принців в Альтенбурзі. У них народилося п'ятеро дітей. Принц цікавився повсякденними справами держави, читав відповідну літературу та історичні праці. Був ревним членом Альтенбурзького товариства вивчення історії та старожитностей, а також Альтенбурзького товариства природничих наук Остерланда, чиї засідання регулярно відвідував. Збагатив бібліотеку останнього численними пожертвами та каталогізував її власним коштом.
У 1866 році Моріц згадувався при будівництві та забезпеченні роботи санітарної казарми на станції Альтенбург під час австро-прусської війни. На той час він перебував у званні оберста-лейтенанта, а наприкінці року став оберстом. У 1868 році отримав чин генерал-майора À la suite.
Під час Франко-прусської війни разом із дружиною брата, Агнесою Ангальт-Дессау, активно співпрацював з Червоним Хрестом Німеччини. Власне, із початком бойових дій він вирішив піти добровольцем на фронт, однак його прохання не було задоволене королем Вільгельмом I, оскільки він вважався спадкоємцем престолу Саксен-Альтенбурзького герцогства і ще не мав нащадків чоловічої статі. Підкорившись наказу, Моріц від 9 серпня 1870 року став почесним головою «Асоціації по догляду за пораненими і хворими воїнами Саксен-Альтенбурзького герцогства», заснованої у січні 1869. В першу чергу, він видав заклик до збору грошей для догляду за пораненими. Було організоване медичне забезпечення поранених відразу по прибуттю на потягах, створені резервні лікарні. Моріц особисто відвідував шпиталі та засідання «Асоціації». По закінченні війни імператор Вільгельм нагородив принца «Залізним хрестом на білій стрічці» за його заслуги.
Після припинення бойових дій принц продовжував забезпечення «Асоціації» коштами як територіальний делегат від Саксен-Альтенбургу з добровільного догляду, безпосередньо підпорядкований імперському комісару в Берліні. У Тепліце його зусиллями було збудовано центр одужання. Моріц зіграв велику роль в утворенні «військових санітарних колон», які з часом почали йменуватись «колонами Червоного Хреста». Брав участь у майже всіх засіданнях правління «Земельної асоціації Червоного Хреста герцогства Саксонія-Альтенбург», а також з великим інтересом брав участь у великих навчаннях об'єднаного медичного конвою Альтенбурга. У 1904 році залишив посаду через хворобу.
Завдяки старанням Моріца в саду Альтенбурзького замку була збудована окрема будівля для природничих колекцій, куди увійшла, в першу чергу, орнітологічна колекція Людвіга Брема. У 1894 році він відкрив пам'ятник Brehm-Schlegel-Denkmal трьом альтенбурзьким орнітологам: Людвігу та Альфреду Бремам і Герману Шлегелю в присутності публіки зі світу науки та членів родини Бремів. Турбувався про збереження місцевих птахів, особливо, коли був свідком масових виловів співочих птахів в Італії та південних схилах Альп в Арко, де проводив зиму в останні роки життя.
Останні кілька місяців життя провів в Арко, де і помер 13 травня 1907 у віці 77 років, маючи на той час 21 онука. Був похований у князівській крипті на цвинтарі Альтенбургу. У 1974 році був перепохований в могилі на тому ж цвинтарі.
За дев'ять місяців після Моріца, пішов з життя його старший брат Ернст, а син Ернст Бернхард став наступним правителем Саксен-Альтенбургу.

## Родина
Дружина — Августа Саксен-Майнінгенська
Діти:
- Марія Анна (1864—1918) — дружина князя Георга цу Шаумбург-Ліппе, мала дев'ятеро дітей;
- Єлизавета (1865—1927) — дружина великого князя Російської імперії Костянтина Костянтиновича, мала дев'ятеро дітей;
- Маргарита Марія (1867—1882) — прожила 15 років;
- Ернст Бернхард (1871—1955) — останній герцог Саксен-Альтенбургу у 1908—1918, був одружений з Адельгейдою Шаумбург-Ліппською, мав із нею четверо дітей, згодом вступив у морганатичною союз із Марією Трібель;
- Луїза Шарлотта (1873—1953) — дружина герцога Ангальтського Едуарда, мала із ним шестеро дітей.

## Нагороди

### Прусське королівство
- Орден Червоного орла, великий хрест
- Залізний хрест 2-го класу для некомбатантів
- Медаль Червоного Хреста 1-го класу.[8]

### Ганноверське королівство
- Королівський гвельфський орден, великий хрест (1852)
- Орден Ернста-Августа, великий хрест

### Шаумбург-Ліппське князівство
- Орден дому Ліппе, почесний хрест 1-го класу
- Медаль Червоного Хреста (Ліппе) 1-го класу

### Інші країни
- Орден дому Саксен-Ернестіне, великий хрест (листопад 1847)
- Орден Рутової корони (Саксонське королівство; 1848)
- Орден Білого Сокола, великий хрест (Велике герцогство Саксен-Веймар-Айзенаське; 4 лютого 1951)
- Орден Заслуг герцога Петра-Фрідріха-Людвіга, великий хрест із золотою короною (Велике герцогство Ольденбурзьке; 9 лютого 1852)
- Орден Альберта Ведмедя, великий хрест (Ангальтське герцогство; 28 квітня 1853)
- Орден Вендської корони, великий хрест з короною в руді (Мекленбург)
- Орден Спасителя, великий хрест (Грецьке королівство)
- Орден Андрія Первозванного (Російська імперія)
- Орден Генріха Лева, великий хрест (Брауншвейг-Люнебурзьке герцогство)

## Вшанування
- Ім'я принца носить музей природничих наук Mauritanum в Альтенбурзі;[3]
- Вулиця Моріца (нім. Moritzstraße) в тому ж місті також названа на його честь.